# Fastly
Fastly, Inc. ist ein US-amerikanischer Anbieter von Cloud-Computing-Diensten. Die Edge-Cloud-Plattform von Fastly bietet ein Content Delivery Network (CDN), Internet-Sicherheitsdienste, Lastausgleich sowie Video- und Streaming-Dienste. Der Hauptsitz von Fastly befindet sich in San Francisco, Kalifornien, mit weiteren Niederlassungen in Denver, New York, Portland, London und Tokio.

## Geschichte
Fastly wurde 2011 von Artur Bergman gegründet. Vor der Gründung von Fastly war er Chief Technology Officer bei Wikia. Im September 2015 schloss sich Google mit Fastly und anderen CDN-Anbietern zusammen, um seinen Nutzern CDN-Dienste anzubieten. Im April 2017 führte Fastly seine Edge-Cloud-Plattform zusammen mit Bildoptimierung, Lastausgleich und einer Web Application Firewall (WAF) ein. Im Mai 2019 erfolgte der Börsengang von Fastly.
Im Februar 2020 kündigte der CEO und Gründer Artur Bergman an, dass er als CEO von Fastly zurücktreten wird. Der Präsident des Unternehmens, Joshua Bixby, ersetzte Bergman als CEO des Unternehmens.
Im Juni 2021 wurde berichtet, dass Fastly während der Coronavirus-Pandemie ein Wachstum von 40 Prozent verzeichnen konnte und nun weltweit 2.000 Kunden bedient.
Am 8. Juni 2021 kam es durch einen Konfigurationsfehler zu einem weltweiten Ausfall des CDN-Dienstes von Fastly, der innerhalb weniger Stunden behoben werden konnte. Zahlreiche – auch prominente – Internetseiten waren dadurch kurzfristig nicht erreichbar. Betroffen von dem Ausfall waren u. a. die Website der britischen Regierung, die Streamingplattform Twitch, das Portal reddit und das Onlineangebot der New York Times, ferner Amazon, Paypal und CNN.
Im August 2024 musste Fastly 11 % seiner Belegschaft entlassen. Einen Monat später wurde ein Umschuldung auf Anleihen in Höhe von 150 Millionen US-Dollar bekannt gegeben.

### Akquisitionen
Am 17. April 2014 erwarb Fastly CDN Sumo, ein in Austin, Texas, ansässiges Netzwerk zur Bereitstellung von Online-Inhalten für Platform as a service-basierte Systeme. Am 27. August 2020 kündigte Fastly die Übernahme von Signal Sciences an, einem Unternehmen für Sicherheitsüberwachung und -management im Raum Los Angeles.
Am 26. Oktober 2020 verkündete die Bytecode Alliance, dass die Teams von Lucet (WebAssembly Compiler und Runtime von fastly) und Wasmtime (General Purpose WebAssembly Runtime) neu zusammenarbeiten und das Team um Wasmtime von Mozilla zu Fastly wechseln. Dies geschieht im Rahmen des Stellenabbaus, welcher von Mozilla am 11. August 2020 bekannt gegeben wurde.
Im Mai 2022 gab Fastly die Übernahme von Glitch bekannt, einer Web-Coding-Plattform mit mehr als 1,8 Millionen Entwicklern.
Im August 2023 wurde bekannt gegeben, dass Fastly den Domain-Status-API-Anbieter Domainr übernommen hat.